# Esporte Clube Recreativo Ferroviário
O Esporte Clube Recreativo Ferroviário (E.C.R.F.) é um clube social e esportivo brasileiro da cidade de Jaguariaíva, no estado do Paraná. No esporte, as cores da sua camisa são o preto e o branco (alvinegro).

## História
A cidade interiorana de Jaguariaíva possuiu, na primeira metade do século XX, o complexo industrial das Indústrias Reunidas Fábricas Matarazzo (IRFM). Logisticamente, a cidade também possuiu um importante entroncamento ferroviária para o deslocamento das mercadorias aos centros consumidores. Tanto a IRFM como a estação ferroviária, impulsionou o crescimento da chamada “Cidade Baixa” de Jaguariaíva e é neste contexto que em 1 de março de 1939, os ferroviários da cidade criaram um clube social para o seu entretenimento e de seus familiares, com a denominação de Esporte Clube Recreativo Ferroviário.
O departamento de futebol do clube organizava times para disputas amadoras locais e durante muito tempo, o E.C.R.F. manteve um clássico local com a Associação Atlética Matarazzo, a principal rivalidade da cidade.
Na década de 1990 o E.C.R.F. profissionalizou seu departamento de futebol para disputar os campeonatos organizados pela Federação Paranaense de Futebol. Em 1999, foi inscrito na Terceira Divisão e conquistou o vice-campeonato e o acesso para a divisão superior. Em 2000, disputou a Segunda Divisão.
Após o término da temporada em 2000 e pelo alto custo em manter um time profissional, o clube licenciou-se das competições profissionais.

## Competições de destaque
- Campeonato Paranaense de Futebol de 1999 - Terceira Divisão: vice - campeão